# Синекли
Синекли или Синикли (на турски: Küçüksinekli) е село в европейската част (Източна Тракия) на Турция, околия Силиврия, вилает Истанбул.

## География
Селото е разположено на около 86 км западно от град Истанбул и на 22 км от околийския център Силиврия.

## История
На 19 февруари 1903 година четата на Михаил Герджиков участва в неуспешен атентат на железопътната гара на селото.
Синекли присъства в статистиката на професор Любомир Милетич от 1912 г. като българско село, без по-подробна информация за жителите му.

## Личности
Починали в Синекли
- Диню Георгиев Парчев, български военен деец, старши подофицер, загинал през Балканската война на 4 декември 1912 година[4]